# Platysenta secorva
Platysenta secorva là một loài bướm đêm trong họ Noctuidae.